# Burg Kintzheim
Burg Kintzheim (Kinzheim, französisch Château de Kintzheim) ist die Ruine einer mittelalterlichen Spornburg in den elsässischen Vogesen. Sie gehört zur Gemeinde Kintzheim im Département Bas-Rhin.

## Lage
Burg Kintzheim liegt westlich des Dorfes Kintzheim auf einem niedrigen Bergsporn namens Schlossberg in 260 Meter Höhe am Gebirgsrand. Erreichbar ist die Ruine über einen kurzen Fußweg von einem großen Besucherparkplatz an der Zufahrt zur Hohkönigsburg. Die Burg ist nur in der Sommersaison geöffnet, der Eintritt ist kostenpflichtig.

## Geschichte
Burg Kintzheim wird 1270 erstmals urkundlich als castrum Kunegesheim erwähnt. Die frühgotischen Maßwerkfenster deuten auf eine Erbauung um 1250 hin. Sie gehörte zunächst den Herren von Rathsamhausen. Nach mehreren Besitzerwechseln (Ausbau um 1480 durch Caspar von Mörsberg) fiel sie 1492 an die Stadt Schlettstadt. Die im Dreißigjährigen Krieg beschädigte Burg gelangte 1649 wieder in Privatbesitz. Um 1740 wurde sie von einem Einsiedler bewohnt. Nach der Französischen Revolution setzte ihr Verfall ein. 1876 fanden größere Sanierungen statt, doch erst 1965 wurde die Burgruine unter Denkmalschutz gestellt.

## Anlage
Die gut erhaltene Kernburg weist den Grundriss eines etwas verschobenen, 35 mal 20 Meter großen Rechtecks auf. Hinter einem tiefen Halsgraben decken eine über 15 Meter hohe Schildmauer und ein mittig anstoßender, 27 Meter hoher runder Bergfried die westliche Angriffsseite. Als architektonische Besonderheit ist der an den Bergfried stoßende, 5,5 Meter breite Abschnitt der Schildmauer bis zu dessen Spitze hochgeführt, so dass sich für den Turm in den Obergeschossen der ungewöhnliche Grundriss eines Schlüssellochs ergibt. Auf der Süd- und Ostseite befinden sich zwei Wohnflügel, an der Nordwand steht die spätgotische Jakobskapelle. Markant sind ferner die vier Meter dicke südliche Verlängerung der Schildmauer mit Kasematte und ein das Haupttor deckender quadratischer Eckturm, beide aus dem späten 15. Jahrhundert. Die weitläufige Vorburg ist weitgehend planiert. Sie dient heute der Greifvogelwarte als Raum für Volieren und Flugvorführungen.

## Greifvogelwarte
Seit 1968 ist Burg Kintzheim Sitz der viel besuchten Greifvogelwarte Kintzheim (La Volerie des Aigles).